# Badenheim
Badenheim est une municipalité de la Verbandsgemeinde Sprendlingen-Gensingen, dans l'arrondissement de Mayence-Bingen, en Rhénanie-Palatinat, dans l'ouest de l'Allemagne.

## Illustrations

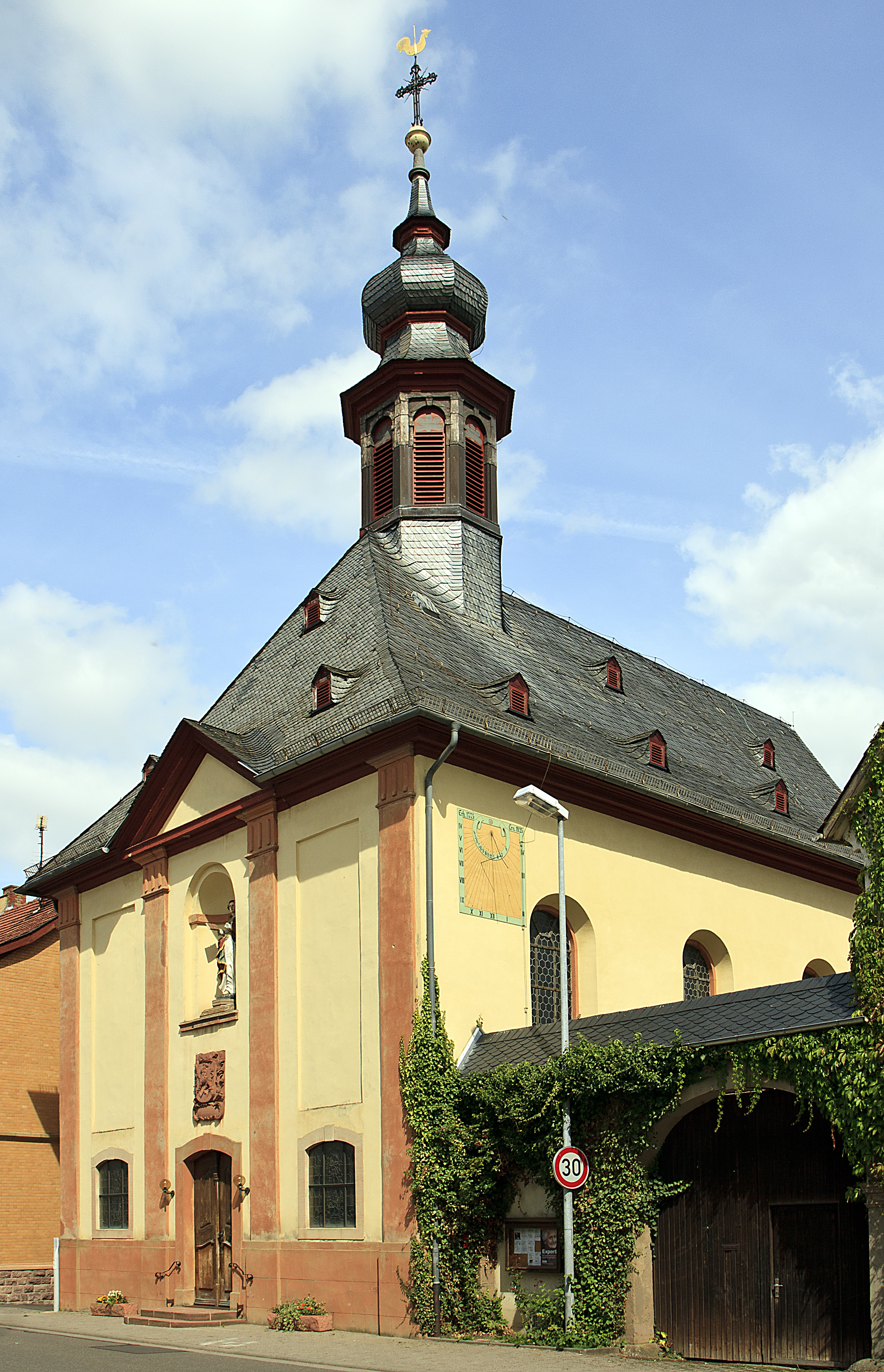
Église catholique
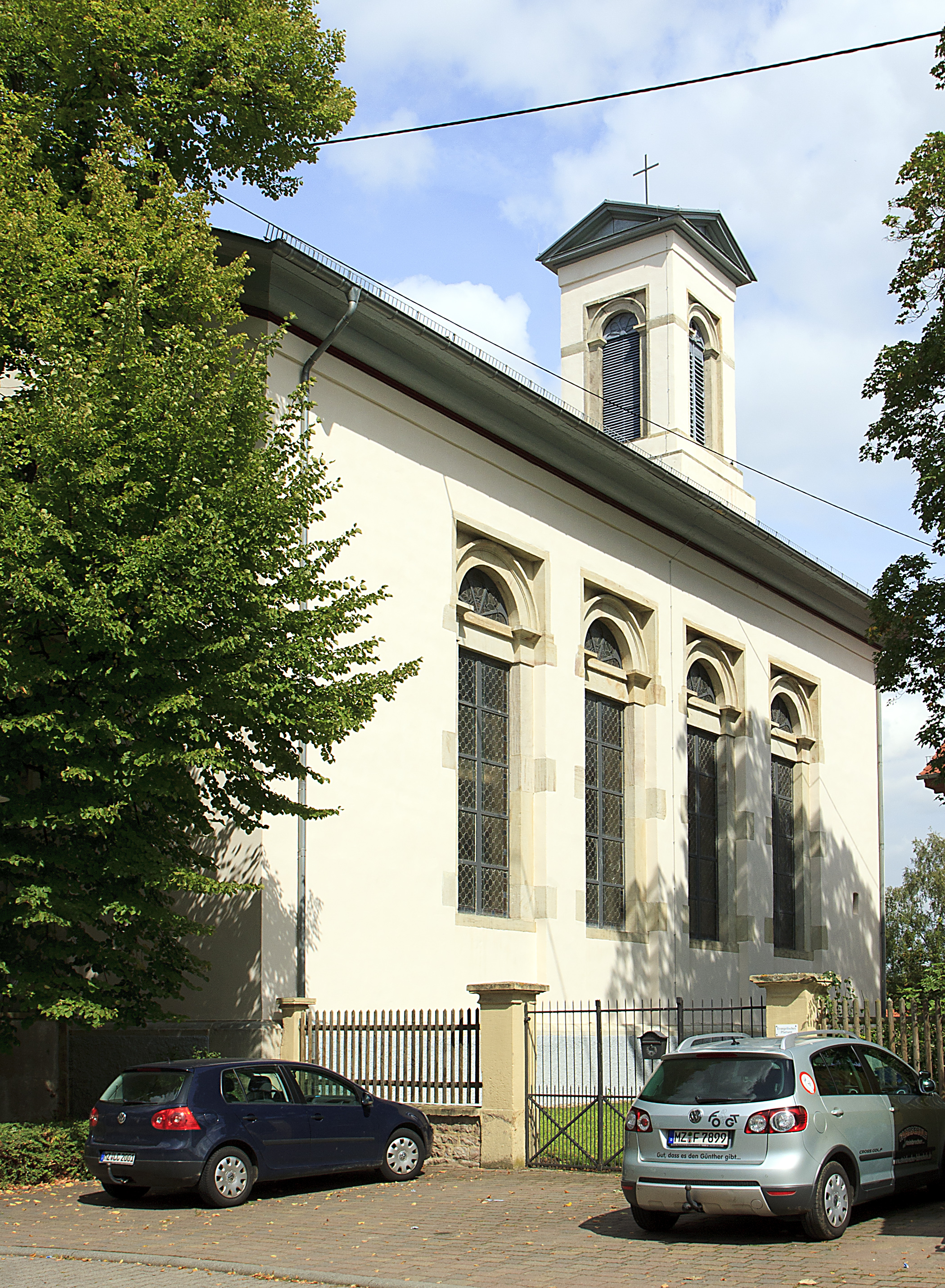
Église évangélique
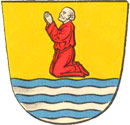
Armoiries jusqu'en 1608
Localisation de Badenheim dans la Verbandsgemeide et dans l'arrondissement